# Puerto de Montreal
El Puerto de Montreal (en francés: Port de Montréal) es un puerto situado a orillas del río San Lorenzo en Montreal (Quebec, Canadá). Es gestionado por la Autoridad Portuaria de Montreal. Más de 2000 buques que transportan todo tipo de carga desde y hacia todas las partes del mundo visitan el puerto cada año. El puerto movilizó 28 422 003 toneladas (31 329 895 toneladas cortas; 27 973 121 toneladas largas) de carga en 2012. Se trata de un punto de transbordo para los bienes de consumo, maquinaria, cereales, azúcar, productos derivados del petróleo y otros tipos de carga. Montreal es también un puerto de cruceros que acoge a las principales líneas de cruceros internacionales.